# Norveška šumska mačka
Norveška šumska mačka je veoma stara pasmina mačke koja obitava u sjeveru Europe. Ova vrsta je naviknuta na hladnoću, te ima mnogo dugih, sjajnih vodootpornih dlaka. Norveška šumska mačka jako je popularna u Norveškoj, Švedskoj, Islandu i Francuskoj. Životni vijek norveškim se šumskim mačkama većinom proteže od 14 do 16 godina. Norveška mačka je velika, snažna mačka, slična američkoj vrsti Maine Coon. Ova mačka je jako dobra u penjanju zbog toga što ima snažne kandže.

## Povijest
Ova mačka je priviknuta oštroj norveškoj klimi. Iako je ova informacija nesigurna, preci ovih mačaka vjerojatno su bile kratkodlake mačke koje su Vikinzi oko 1000. godine križali s dugodlakim mačkama, najvjerojatnije sibirskim vrstama ili turskim angorskim vrstama. Norveške mačke stoljećima su živjele po šumama, no zbog njihovih lovačkih spretnosti donesene su na norveške farme gdje su popularne i danas. Tijekom drugog svjetskog rata vrsta je skoro izumrla, no Klub norveške šumske mačke pomogao je očuvati vrstu stvaranjem službenog programa parenja.

## Opis vrste
Norveška šumska mačka velika je mačka veća od prosječne mačke. Ima dugo, snažno tijelo, duge noge i rep nalik onom u vjeverice. Krzno je dugo, sjajno, debelo te se sastoji od sjajnog, dugog, vodootpornog vanjskog sloja te vunenog unutarnjeg sloja koji je najdeblji na nogama, trbuhu i glavi. Glava je duguljasta i trokutasta, a uši su joj velike. Oči norveške mačke mogu biti bilo koje boje. Norveška mačka tiha je, no ako se uzgaja s psom može razviti snažan glas. Pošto ova vrsta ima jako snažne kandže, može se penjati po stablima, ali čak i kamenju. Norveške mačke su iznimno druželjubive, inteligentne te dobre s ljudima. Boja krzna može biti različita, uz iznimku nekih kombinacija koje nisu primijećene u toj vrsti. Ova vrsta mačke ima jako puno energije koju uglavnom troši vani usavršavajući svoje lovačke spretnosti, no ipak se može priviknuti životu u kući.

### Problemi sa zdravljem
Unutar vrste su primijećene bolesti srca i bolesti bubrega. Ova vrsta mačke može dobiti sve ostale bolesti kao i ostale mačke, te ju je, ako je bolesna, potrebno odvesti veterinaru.